# Косцелецкий, Николай (ум. 1479)
Николай Косцелецкий (ок. 1405/1410-1479) — государственный деятель Польского королевства, хорунжий быдгощский (1433) и бжесць-куявский (1434), каштелян быдгощский (1448—1453) и иновроцлавский (1453), воевода иновроцлавский (1453—1457), староста добжиньский (1453), воевода бжесць-куявский (1457—1479), староста мальборкский (1476—1478).

## Биография
Представитель польского дворянского рода Косцелецких герба «Огоньчик». Старший сын воеводы иновроцлавского и старосты добжиньского Януша Косцелецкого (ум. после 1424). младший брат — воевода иновроцлавский Ян Косцелецкий (ок. 1415—1475).
После смерти своего отца Николай Косцелецкий унаследовал крупные имения в Куявии. Первоначально носил звания хорунжего быдгощского (1433) и бжесць-куявского (1434).
Сторонник польского короля Казимира IV Ягеллончика, один из реализаторов его прусской политики. В 1448 году получил должность каштеляна быдгощского, в 1453 году был назначен каштеляном иновроцлавским. В том же 1453 году Николай Косцелецкий получил должность воеводы иновроцлавского и старосты добжиньского. В 1457 году был назначен воеводой бжесць-куявским.
В 1449 году Николай Косцелецкий управлял от имени короля имениями куявских епископов, находившихся в Померании под контролем Тевтонского ордена. 26 мая 1450 года входил в состав пяти польских должностных лиц, присутствовавших в Броднице при принесении великим магистром Тевтонского ордена вассальной присяги на верность польской короне.
В 1476—1478 годах Николай Косцелецкий занимал должность старосты мальборкского.

## Семья
В 1444 году женился на Дороте из Пнев (ум. после 1462), от брака с которой имел трёх сыновей:
- Николай Косцелецкий (1450—1518), каноник гнезненский (1469), староста иновроцлавский (1475—1489), каноник краковский (1489), декан гнезненский (1494), староста добжиньский (1494), епископ хелмский (1505—1518)
- Ян Косцелецкий (1430—1498), хорунжий иновроцлавский (1450), подкоморий добжиньский (1453), каштелян крушвицкий (1480), каштелян и староста добжиньский (1485), воевода иновроцлавский (1497—1498)
- Винцент Косцелецкий (ум. после 1478), подкоморий добжиньский (1472), староста добжиньский и бродницкий.